# Frankfurt-Ostend

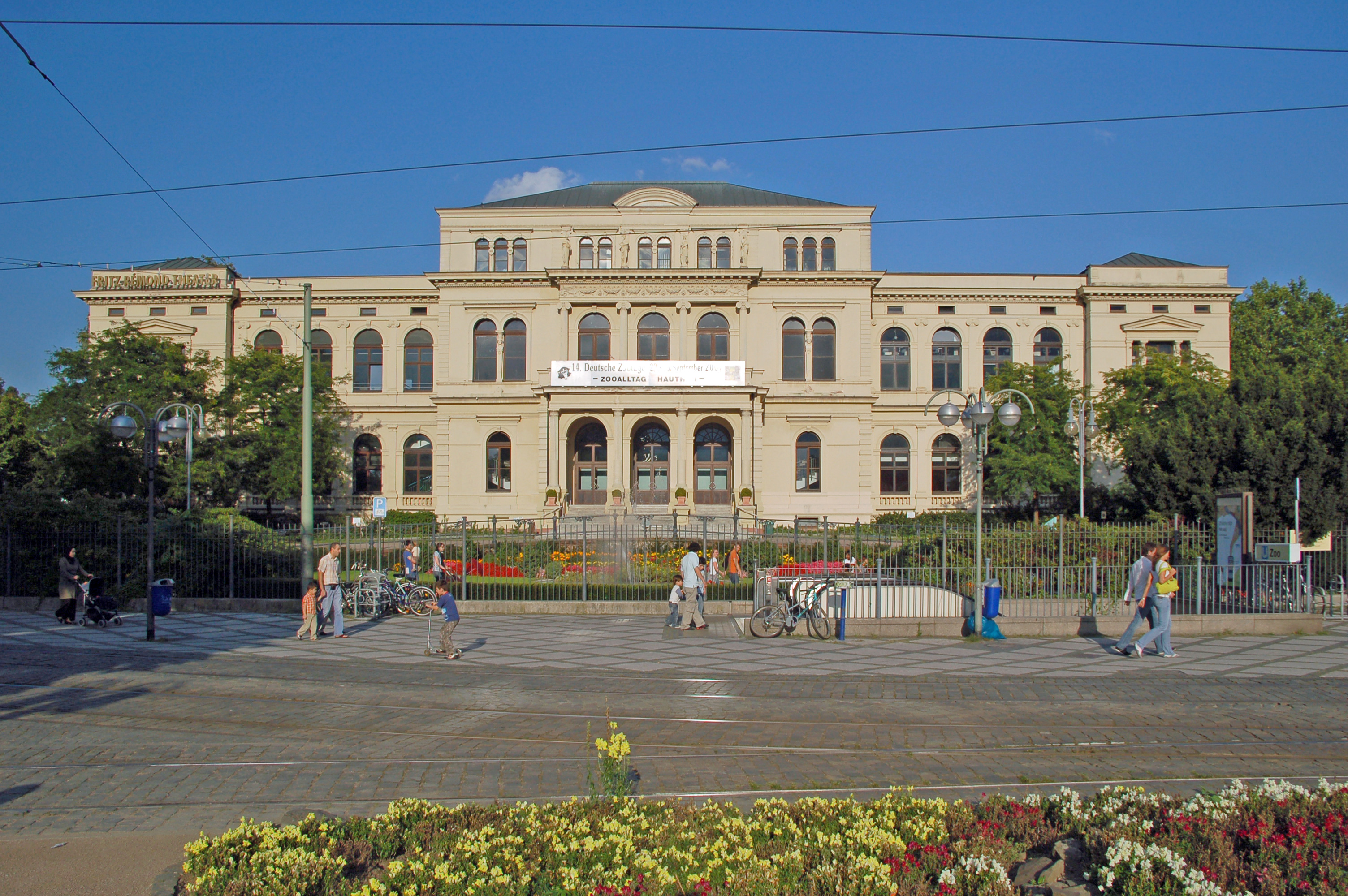
Der Zoo in Frankfurt-Ostend

Das Ostend ist ein Stadtteil von Frankfurt am Main. Es entstand aus der sogenannten östlichen Außenstadt, die sich im 19. Jahrhundert als Gründerzeitviertel entwickelte. Die Einwohnerzahl beträgt 31.871

## Lage

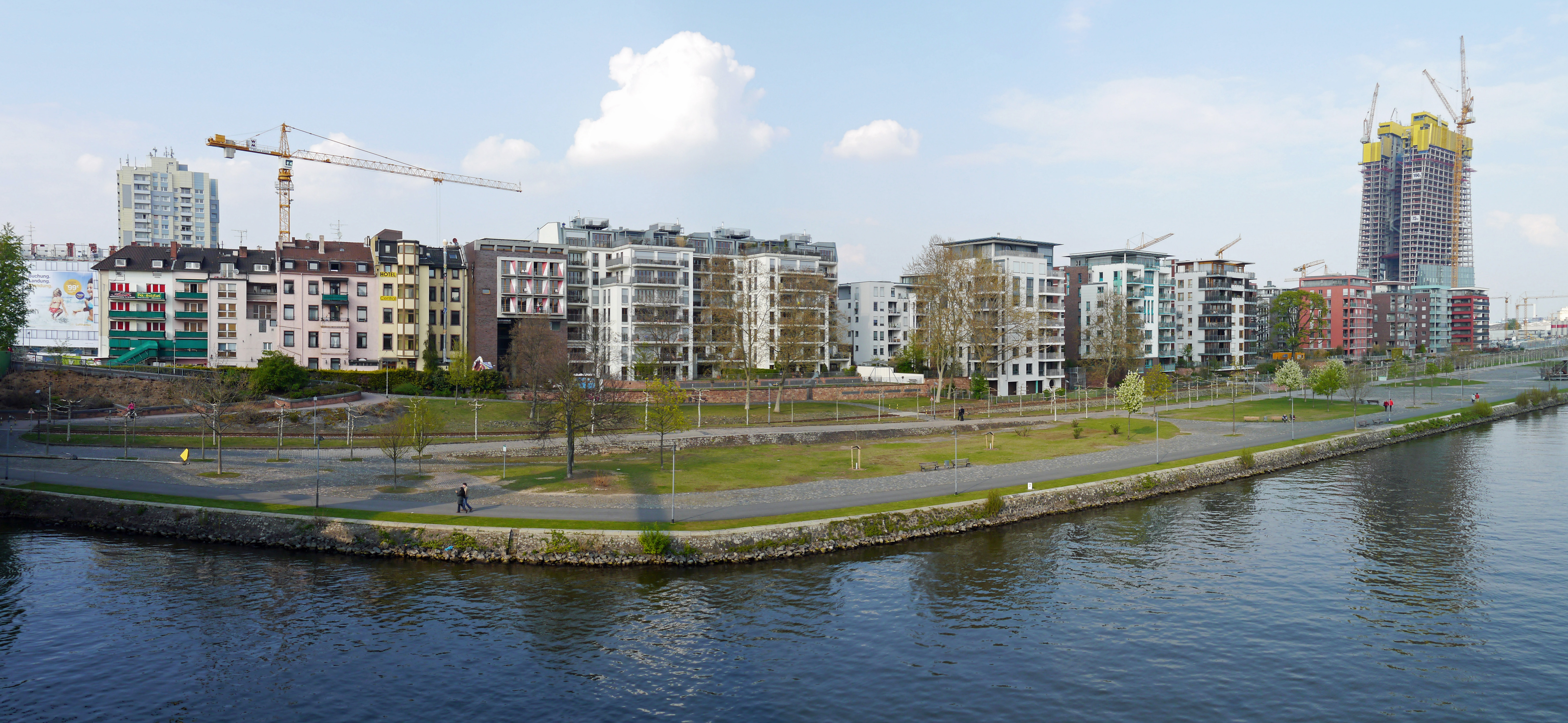
Blick von der Flößerbrücke

Der Stadtteil liegt im Ortsbezirk Bornheim/Ostend und beginnt im Westen – an der Flößerbrücke und Obermainanlage – an der Stadtteilgrenze zur Innenstadt. Im Nordwesten liegt – hinter dem Sandweg – der Stadtteil Nordend-Ost. Im Norden, begrenzt durch die Bornheimer Landwehr und den Ratsweg, liegt Bornheim und daneben – oberhalb der Gleisanlagen des Ostbahnhofs – der Riederwald. Im Osten schließt sich, ab der Dieselstraße, Fechenheim an. Im Süden, getrennt durch den Main, befinden sich – im Uhrzeigersinn – die Nachbarstadt Offenbach am Main, Oberrad und Sachsenhausen-Nord.

## Bevölkerung

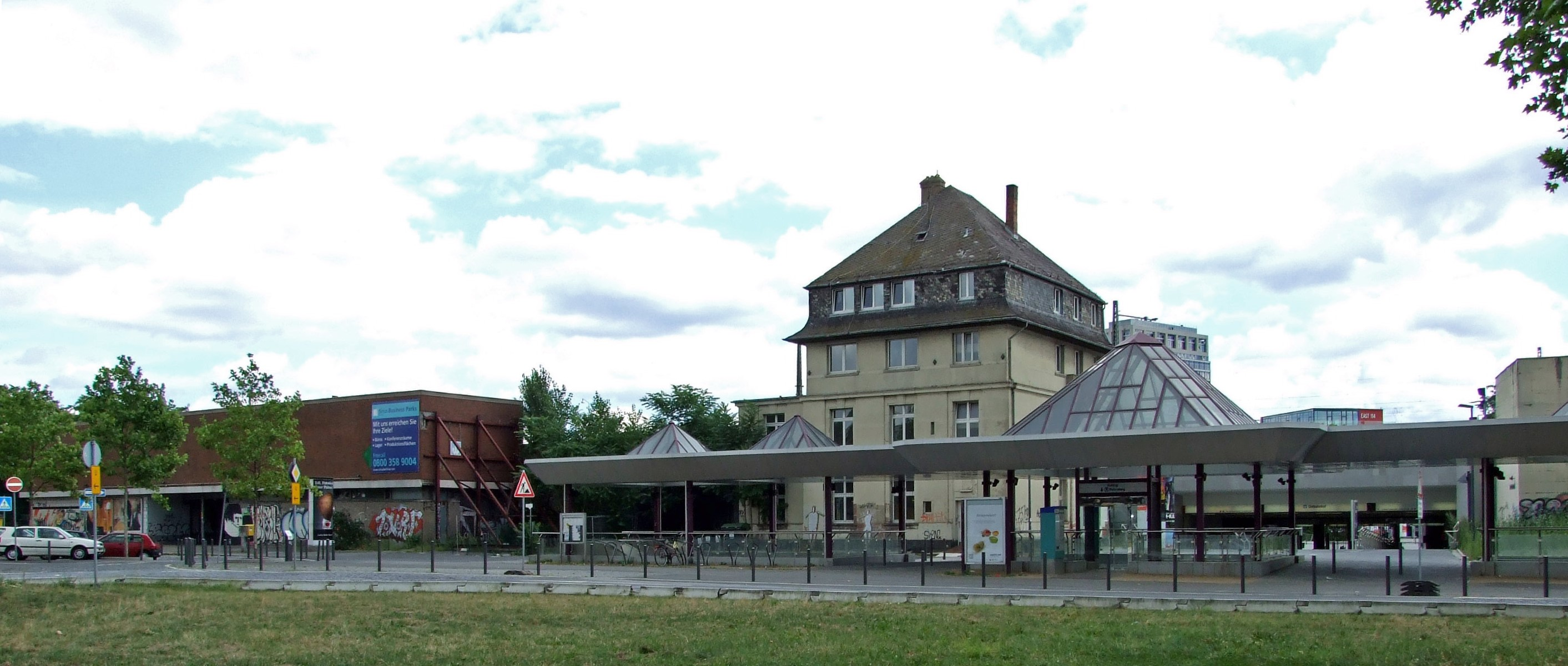
Bahn-, U-Bahn- und Bus-Station Ostbahnhof

Im Vergleich zu anderen innenstadtnahen Stadtteilen wie Westend oder Nordend galten große Teile des Ostends durch die Nähe von Osthafen und Großmarkthalle als Arbeiterviertel, daher war der Wohlstand der Bevölkerung des Ostends lange Zeit deutlich geringer als in anderen Stadtteilen.
Das Ostend war vor dem Zweiten Weltkrieg in seinem westlichen Teil geprägt von der jüdischen Bevölkerung. An der Friedberger Anlage erhob sich die 1907 eingeweihte und 1938 zerstörte orthodoxe Synagoge Friedberger Anlage. Heute steht  ein Hochbunker an ihrer Stelle, in dem mehrere Ausstellungen die jüdische Geschichte des Ostends beleuchten.  2017 thematisierte hier eine Ausstellung den Weg jüdischer Displaced Persons (DPs) vom DP-Lager Föhrenwald in die zum Ostend gehörende Waldtschmidtstraße. 30 Familien mit zusammen 125 Personen, überwiegend ost-jüdischer Herkunft, kamen 1957 nach Auflösung des DP-Lagers Föhrenwald als Kontingentflüchtlinge nach Frankfurt und erhielten Wohnungen in zwei von der Nassauischen Heimstätte neu errichteten Wohnblocks. Über Majer Szanckower, der als Kind aus Föhrenwald nach Frankfurt kam, berichtete Hanning Voigts anlässlich der Ausstellungseröffnung:

„„Er erinnere sich an die Häuser in der Waldschmidtstraße, die in der Nachbarschaft manchmal ‚Juddeblock‘ genannt worden seien, als echtes Zuhause, als quirligen Ort, an dem die wenigen überlebenden Großeltern unter den Kindern geteilt wurden. ‚Wir sind ja die Generation ohne Großeltern.‘ Über die Synagoge und das damalige Jugendzentrum im Baumweg, wo er auch seine spätere Frau kennenlernte, sei er in enger Bindung an die Jüdische Gemeinde aufgewachsen. Viele der Kinder von damals hielten bis heute Kontakt, sagt Szanckower, der mittlerweile die jüdischen Friedhöfe in Frankfurt verwaltet. Es freue ihn, dass ihre Geschichte jetzt öffentlich zugänglich sei. Schließlich fühle er als Zeitzeuge eine ‚große Verpflichtung, diese Dinge weiterzugeben‘.““

Der Röderberg war ein Zentrum der jüdischen Wohlfahrtspflege in Frankfurt, in dessen Umfeld zahlreiche jüdische Wohlfahrtseinrichtungen angesiedelt waren, so unter anderem das am Röderbergweg gelegene jüdische Waisen- und das Krankenhaus.
Im Ostend lebte auch einer der Begründer der hiesigen zionistischen Bewegung, der Weinhändler Jacob Löb Goitein. Ihm und seiner Frau gelang 1935 die Flucht nach Haifa. Seine Tochter Dorle, verheiratete Efrat, war bereits 1924 nach Palästina ausgewandert und gehörte zu den Gründerinnen des Kibbuz Beit Zera.
Ab Oktober 1941 waren die Kellerräume der Großmarkthalle Sammelpunkt für die von den Nazis zur Deportation gezwungene jüdische Bevölkerung Frankfurts. Vom Güterbahnhof der Großmarkthalle aus starteten die Transporte in die Vernichtungslager im Osten. Die Kellerräume wurden im Rahmen des Neubaus der Europäischen Zentralbank zur Erinnerungsstätte an der Frankfurter Großmarkthalle umgebaut. Heute erinnern noch viele Straßennamen wie Reinganum- oder Königswarterstraße an die große jüdische Gemeinde im Ostend. Weiterhin gibt es einen Reihe von Stolpersteinen, die an das Leben der Juden und anderen Verfolgten des Nationalsozialismus im Ostend erinnern sollen.
Spätestens mit der Schließung der Großmarkthalle im Jahre 2004 und dem Neubau der Europäischen Zentralbank setzte im Ostend ein massiver Strukturwandel ein, der alle Merkmale einer Gentrifizierung trägt. Der Stadtteil gewann zwar durch den Bau zahlreicher neuer und die Modernisierung bestehender Wohnanlagen inzwischen stark an Attraktivität, doch bewirkte das „in dem ehemaligen Arbeiterviertel vor allem exkludierende Verdrängungsprozesse […], was über die letzten 15 Jahre zu einer schleichenden, aber klar erkennbaren Veränderung der Sozialstruktur zugunsten höherer Einkommensgruppen geführt hat“.
Die erste größere Gebietsentwicklung in diesem Rahmen war das rund 4 Hektar große Schwedler Carré entlang der Ferdinand-Happ-Straße durch das Frankfurter Immobilienunternehmen Max Baum. Baum kaufte das Areal im Jahr 2001 von der Deutschen Bahn. Anfang 2007 begannen die Bauarbeiten für ein an Edeka vermietetes Marktgebäude. In den folgenden Jahren entstanden dort 29.700 m² Mietflächen für Wohnungen, 25.200 m² für Büros und 5200 m² für Einzelhandel. Der letzte Bauabschnitt stand im Sommer 2023 kurz vor der Fertigstellung. Es folge das Honsell-Dreieck zwischen den Gleisen der Bahnstrecke Frankfurt Süd–Aschaffenburg und der Hagenstraße. Dieses größtenteils unbebaute, rund 3,4 Hektar großes Gelände wurde in den 1990er Jahren erstmals von Immobilienentwicklern erworben. Nach mehreren Umplanungen und Verkäufen begann die Hamburger B&L Gruppe 2018 mit dem Bau des Hafenpark Quartiers. Dieses umfasst bereits 314 Mietwohnungen und ein Hotel. Ein weiteres Hotel, knapp 300 Eigentumswohnungen sowie Bürogebäude sollen bis 2027 fertiggestellt werden. Die dritte großflächige Quartiersentwicklung betrifft das rund 1,8 Hektar große Gebiet der ehemaligen Niederlassung von Mercedes-Benz, Hanauer Landstraße 121–123. Dieses wurde 2018 durch die Unternehmen Lang & Cie., ABG Frankfurt Holding und Die Wohnkompanie erworben. Ende 2020 begann dort unter dem Projektnamen Oststern die Errichtung von rund 500 Wohn- und Eigentumswohnungen sowie rund 18.000 Quadratmetern Bürofläche. Inzwischen ist ein Teil der Wohnungen bezogen. Die Gesamtfertigstellung ist für Ende 2023 geplant.
Ein seit jeher beliebtes Wohnviertel befindet sich oberhalb des Ostparks, wo u. a. die Künstler Alf Bayrle und Thomas Bayrle sowie der Verleger und Galerist Adam Seide wohnten.

## Infrastruktur

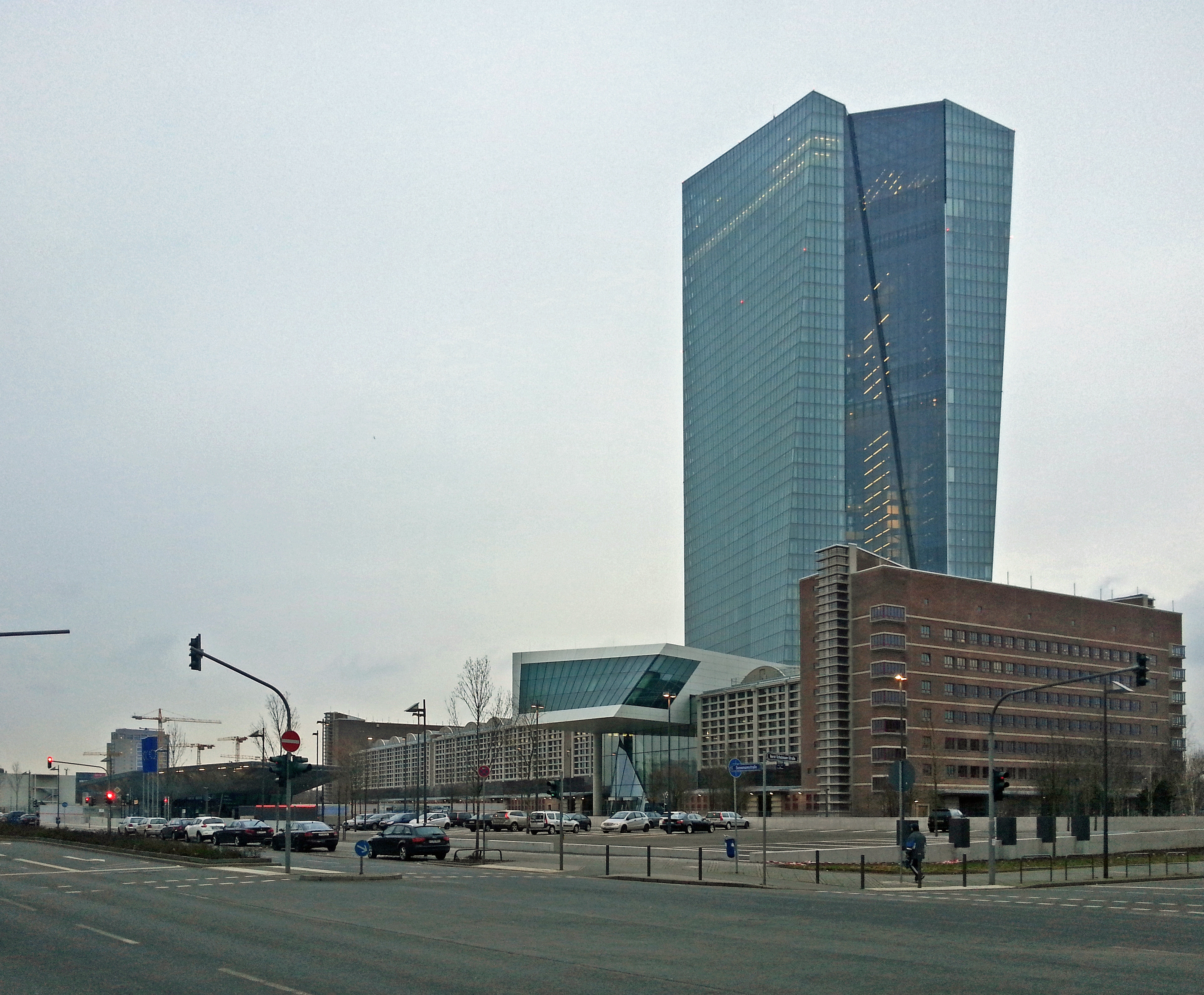
EZB-Hauptquartier seit 2015

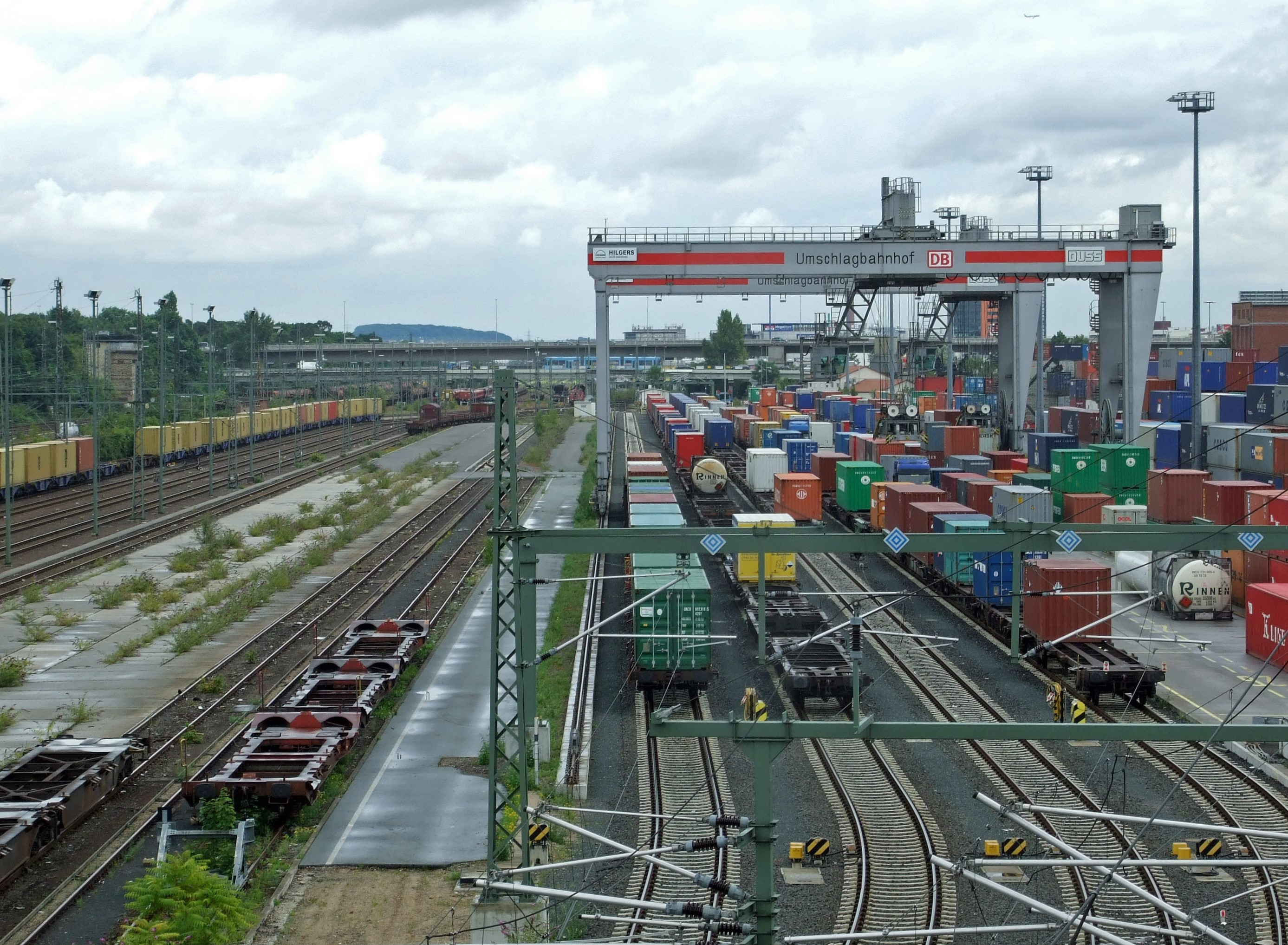
Container-Umschlag-Bahnhof, zwischen Ostbahnhof und Ratswegbrücke vor Hochtrasse der BAB 661 (im Hintergrund)

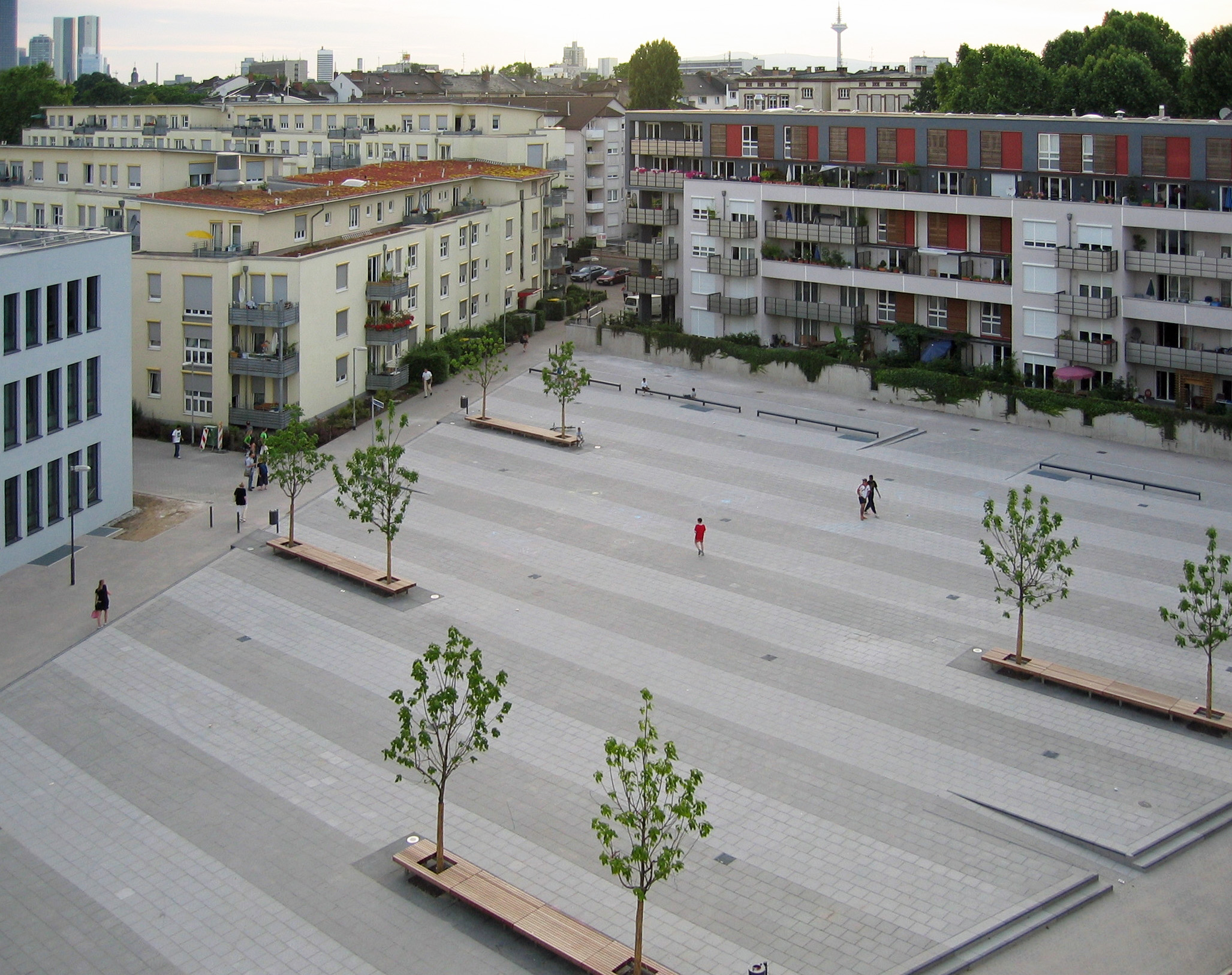
Paul-Arnsberg-Platz, Juni 2005

Das Ostend ist mit dem S-Bahn-Haltepunkt Ostendstraße an das Netz der S-Bahn Rhein-Main angeschlossen. Bis auf die S7 halten dort alle S-Bahn-Linien. Zudem gibt es mehrere U-Bahn-Stationen der Linien U6 und U7, die Naherschließung ergänzen die Linien 11 (Fechenheim – Höchst) und 14 (Bornheim – Sachsenhausen) der Frankfurter Straßenbahn. Mit dem Ostbahnhof verfügt es zudem über einen Regionalbahnhof für die Züge Richtung Hanau und Würzburg. Die durchgehende Hauptstraße des Stadtteils ist die Hanauer Landstraße. Sie ist im Westen eine Wohn- und Geschäftsstraße. Ab der Eisenbahnbrücke am Ostbahnhof verbreitert sie sich und ab dem Ratswegkreisel nochmals zu einer stark befahrenen Ausfallstraße Richtung Main-Kinzig-Kreis.

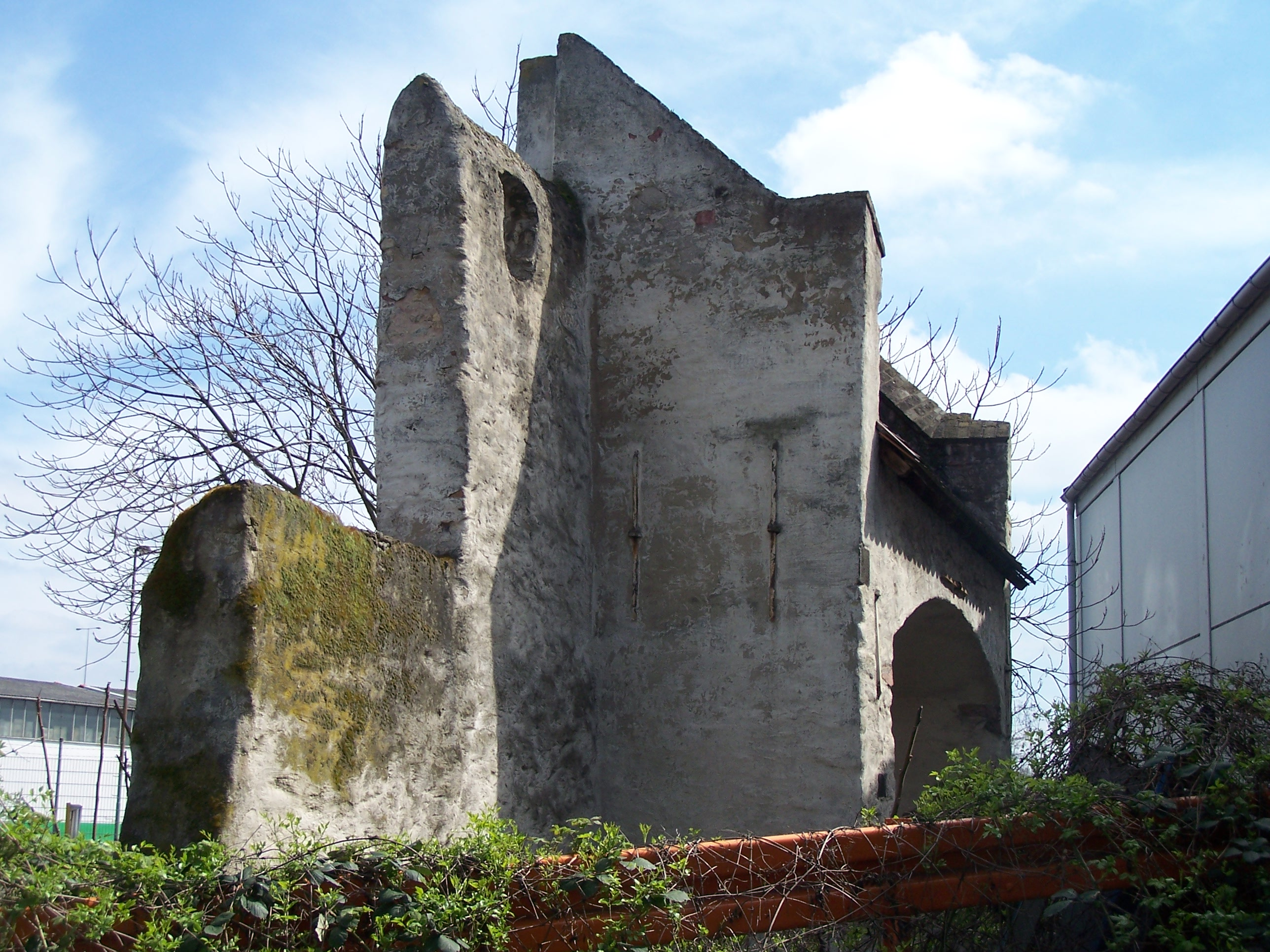
Rückseite des Portals der ehemaligen Riederhöfe aus dem 15. Jhd. an der Hanauer Landstraße

Nahe dem Frankfurter Osthafen wurde seit Februar 2010 die stillgelegte Großmarkthalle mit einem 185 Meter hohen Neubau erweitert und zur Zentrale der Europäischen Zentralbank (EZB) um- und ausgebaut, die im Herbst 2014 bezogen und im März 2015 eröffnet wurde. Dafür wurde extra der Frankfurter Hochhausrahmenplan abgeändert.
Parallel zu den Bauarbeiten der EZB wurde und wird das Straßennetz umgebaut bzw. grunderneuert. Dies beinhaltete auch eine Ertüchtigung der Honsellbrücke und den Bau der Osthafenbrücke.
In den östlichen Bereichen entstanden im Gefolge des Osthafenbaus (ab 1908) Arbeiterwohnquartiere wie die Riederwald-Siedlung, die heute jedoch einen separaten Stadtteil bilden. Mit dem Frankfurter Zoo beherbergt das Ostend noch eine weitere über Frankfurt weit hinaus bekannte Institution. In dessen Nähe liegt auch das Kulturzentrum Naxoshalle.
Von den vergleichsweise schweren Kriegszerstörungen und Bevölkerungsverlusten durch die Deportation erholte sich das Viertel nur sehr langsam, doch gilt es nicht erst seit dem Neubau der EZB als zukunftsorientierter Stadtteil. Nach 1945 oft nur extensiv genutzte Flächen und das Gelände des früheren Gaswerks am Main wurden bereits in Wohngebiete umgewandelt, entlang des Osthafens hat sich an der Stelle alter Industriebetriebe eines der innovativsten Dienstleistungs- und Gewerbequartiere der Stadt entwickelt. Mittelpunkt dieses Wirtschaftsquartiers ist die Hanauer Landstraße mit zahlreichen Automobilhäusern und designorientierten Unternehmen. Darüber hinaus ist „die Hanauer“ (Landstraße) mit ihrem vielfältigen Angebot an Clubs, Restaurants und Bars auch eine beliebte Ausgehmeile.

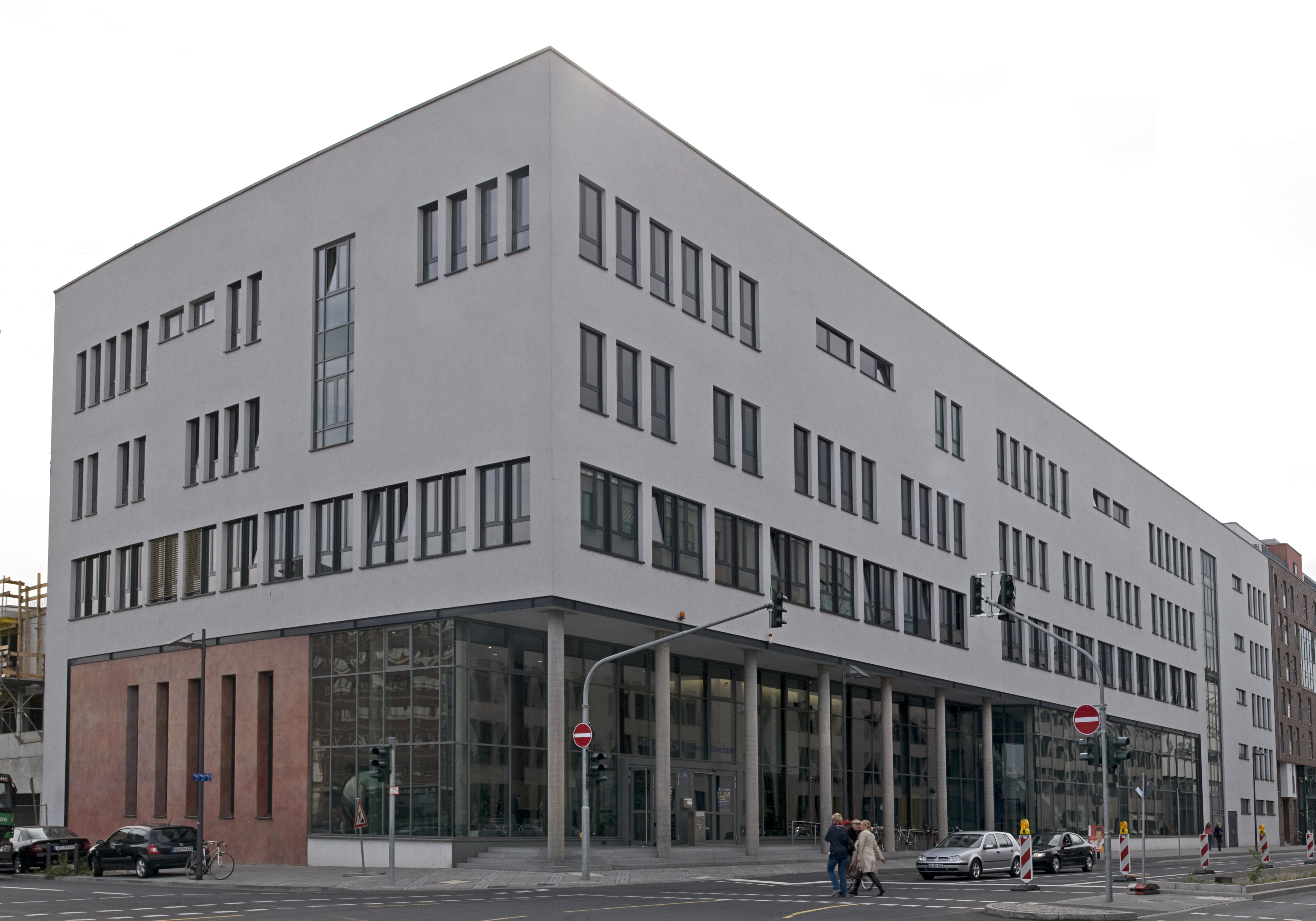
Dr. Hoch’s Konservatorium – Musikakademie

Auch in anderen Bereichen wird das Viertel zunehmend attraktiver. 2002 hat sich die Frankfurt School of Finance & Management (hervorgegangen aus Bankakademie und der Hochschule für Bankwirtschaft) als eine der führenden deutschen Privatuniversitäten im Ostend (Sonnemannstraße) angesiedelt und im Frühjahr 2005 hat direkt neben der Bankakademie das Bildungszentrum Ostend eröffnet, das mehrere Schulen und die Frankfurter Volkshochschule beherbergt. Hinzu kommt das traditionsreiche Dr. Hoch’s Konservatorium – Musikakademie, das 2005 seinen Neubau ebenso an der Sonnemannstraße bezog. Im Oktober 2005 zog das Frankfurter Literaturhaus in die wiederaufgebaute klassizistische Alte Stadtbibliothek von 1825 um. Zwischen Bildungszentrum, Ostendstraße und Rückertstraße wurde der Paul-Arnsberg-Platz angelegt. Er konnte jedoch bisher die erwartete Funktion eines öffentlichen Quartiertreffs nicht übernehmen, da die kühle, steinerne Fläche nicht als Kinderspielplatz benutzt werden darf.